# Liste des intercommunalités de l'Ardèche

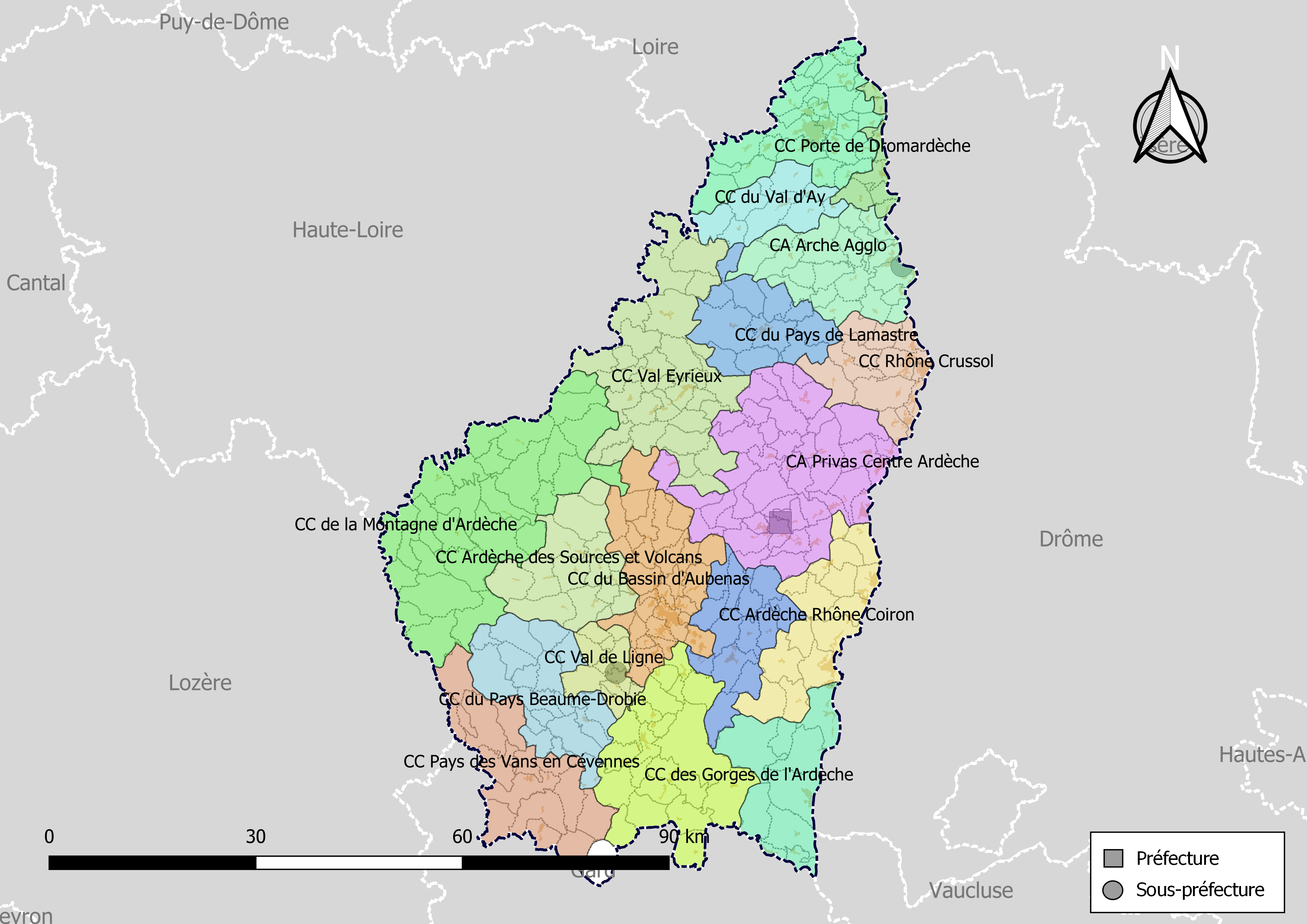
Carte des EPCI de l'Ardèche au 1er janvier 2019.

Au 1er janvier 2018, le département de l'Ardèche compte 17 intercommunalités à fiscalité propre dont le siège est dans le département (3 communautés d'agglomération et 14 communautés de communes), dont une qui est interdépartementale. Par ailleurs 9 communes sont groupées dans 2 intercommunalités dont le siège est situé hors département.

## Intercommunalités à fiscalité propre
| Forme juridique                                            | Nom                                                     | no SIREN  | Date de création | Nombre de communes     | Population (der. pop. légale) | Superficie (km2) | Densité (hab./km2) | Siège              | Président                 |
| ---------------------------------------------------------- | ------------------------------------------------------- | --------- | ---------------- | ---------------------- | ----------------------------- | ---------------- | ------------------ | ------------------ | ------------------------- |
| Communauté d'agglomération                                 | CA Hermitage-Tournonais-Herbasse-Pays de Saint Félicien | 200073096 | 1er janvier 2017 | 41                     | 58 810 (2021)                 | 498,0            | 118                | Mauves             | Frédéric Sausset          |
| Communauté d'agglomération                                 | CA Annonay Rhône Agglo                                  | 200072015 | 1er janvier 2017 | 29                     | 49 674 (2021)                 | 316,30           | 157                | Davézieux          | Simon Plenet              |
| Communauté d'agglomération                                 | CA Privas Centre Ardèche                                | 200071413 | 1er janvier 2017 | 42                     | 43 933 (2021)                 | 602,10           | 73                 | Privas             | François Arsac            |
| Communauté de communes                                     | CC du Bassin d'Aubenas                                  | 200073245 | 1er janvier 2017 | 28                     | 40 438 (2021)                 | 326,90           | 124                | Ucel               | Max Tourvieilhe           |
| Communauté de communes                                     | CC Rhône-Crussol                                        | 200041366 | 1er janvier 2014 | 13                     | 34 630 (2021)                 | 200,0            | 173                | Guilherand-Granges | Jacques Dubay             |
| Communauté de communes                                     | CC Ardèche Rhône Coiron                                 | 200071405 | 1er janvier 2017 | 15                     | 23 177 (2021)                 | 281,10           | 83                 | Cruas              | Yves Boyer                |
| Communauté de communes                                     | CC du Rhône aux Gorges de l'Ardèche                     | 240700864 | 19 décembre 2009 | 9                      | 19 044 (2021)                 | 262,30           | 73                 | Bourg-Saint-Andéol | Françoise Gonnet Tabardel |
| Communauté de communes                                     | CC des Gorges de l'Ardèche                              | 200039808 | 31 décembre 2013 | 20                     | 15 556 (2021)                 | 413,10           | 38                 | Vallon-Pont-d'Arc  | Luc Pichon                |
| Communauté de communes                                     | CC Val'Eyrieux                                          | 200041465 | 31 décembre 2013 | 29                     | 12 339 (2021)                 | 510,10           | 24                 | Le Cheylard        | Jacques Chabal            |
| Communauté de communes                                     | CC Ardèche des Sources et Volcans                       | 200039824 | 1er janvier 2014 | 16                     | 9 716 (2021)                  | 268,40           | 36                 | Thueyts            | Cédric D'Imperio          |
| Communauté de communes                                     | CC Pays des Vans en Cévennes                            | 200039832 | 31 décembre 2013 | 15                     | 9 437 (2021)                  | 329,30           | 29                 | Les Vans           | Joël Fournier             |
| Communauté de communes                                     | CC du Pays Beaume-Drobie                                | 240700302 | 1er janvier 1995 | 19                     | 9 128 (2021)                  | 279,90           | 33                 | Joyeuse            | Christophe Deffreix       |
| Communauté de communes                                     | CC Berg et Coiron                                       | 240700815 | 1er janvier 2004 | 13                     | 7 957 (2021)                  | 219,30           | 36                 | Villeneuve-de-Berg | Driss Naji                |
| Communauté de communes                                     | CC du Pays de Lamastre                                  | 200016905 | 1er janvier 2009 | 11                     | 6 683 (2021)                  | 221,30           | 30                 | Lamastre           | Jean-Paul Vallon          |
| Communauté de communes                                     | CC Val de Ligne                                         | 240700617 | 1er janvier 1998 | 11                     | 6 108 (2021)                  | 92,0             | 66                 | Largentière        | Brigitte Bauland          |
| Communauté de communes                                     | CC du Val d'Ay                                          | 240700716 | 29 novembre 2001 | 8                      | 5 920 (2021)                  | 146,20           | 41                 | Quintenas          | Marie Vercasson           |
| Communauté de communes                                     | CC de la Montagne d'Ardèche                             | 200072007 | 1er janvier 2017 | 28                     | 4 817 (2021)                  | 692,60           | 7                  | Coucouron          | Jacques Genest            |
| Intercommunalités dont le siège est situé hors département |                                                         |           |                  |                        |                               |                  |                    |                    |                           |
| Communauté de communes                                     | CC Porte de Dromardèche                                 | 200040491 | 1er janvier 2014 | 34 (dont 8 dans le 07) | 47 811 (2021)                 | 420,80           | 114                | Saint-Vallier (26) | Pierre Jouvet             |
| Communauté de communes                                     | CC Cèze-Cévennes                                        | 200035129 | 1er janvier 2013 | 23 (dont 1 dans le 07) | 19 197 (2021)                 | 318,80           | 60                 | Saint-Ambroix (30) | Olivier Martin            |

## Historique

### Évolutions au1erjanvier 2017
L'Ardèche passe de 24 à 17 EPCI à fiscalité propre ayant leur siège dans le département, en application du schéma départemental de coopération intercommunale arrêté le 30 mars 2016 et amendé par la suite :
- Création de la communauté d'agglomération Annonay Rhône Agglo par fusion de la communauté d'agglomération du Bassin d'Annonay et de la communauté de communes Vivarhône avec ajout des communes d'Ardoix et Quintenas (issues de la communauté de communes du Val d'Ay).
- Création de la communauté d'agglomération Hermitage-Tournonais-Herbasse-Pays de Saint Félicien par fusion de la communauté de communes du Pays de Saint-Félicien, de la communauté de communes du Pays de l'Herbasse et de la communauté de communes Hermitage-Tournonais.
- Extension de la communauté d'agglomération Privas Centre Ardèche par fusion avec la communauté de communes du Pays de Vernoux.
- Création de la communauté de communes Ardèche Rhône Coiron par fusion de la communauté de communes Barrès-Coiron et de la communauté de communes Rhône Helvie.
- Création de la communauté de communes de la Montagne d'Ardèche par fusion de la communauté de communes Entre Loire et Allier, de la communauté de communes Cévenne et Montagne ardéchoises et de la communauté de communes Sources de la Loire avec ajout des communes de La Rochette, Borée et Saint-Martial (issues de la communauté de communes Val'Eyrieux), Astet (issue de la communauté de communes Ardèche des Sources et Volcans), et Lachamp-Raphaël (issue de la communauté de communes du Pays d'Aubenas-Vals).
- Création de la communauté de communes du Bassin d'Aubenas par fusion de la communauté de communes du Pays d'Aubenas-Vals (hormis Lachamp-Raphaël) et de la communauté de communes du Vinobre (hormis Lanas) avec ajout de la commune de Lavilledieu (issue de la communauté de communes Berg et Coiron).
- Extension de la communauté de communes des Gorges de l'Ardèche par ajout de la commune de Lanas.

## Projets de schéma départemental de coopération intercommunale

### Contexte
Le schéma départemental de coopération intercommunale de 2011 a mis en œuvre plusieurs modifications de la carte intercommunale.
En 2013, le département comptait trente-six communautés de communes plus trois interdépartementales, ainsi que trois communes isolées, c'est-à-dire n'appartenant à aucune intercommunalité. Quinze d'entre elles ont disparu et deux communautés d'agglomération ont été constituées autour de Privas et d'Annonay.
Celui de 2015, élaboré après la loi no 2015-991 du 7 août 2015 portant nouvelle organisation territoriale de la République (dite loi NOTRe), prévoit « le renforcement de l'intégration communautaire, avec de nouvelles compétences obligatoires pour les EPCI à fiscalité propre, la rationalisation des structures intercommunales [… et] la fixation du seuil minimal de la population des EPCI à 15 000 habitants » avec exceptions et seuil minimal de 5 000 habitants :
- densité de l'EPCI « inférieure à la moitié de la densité nationale, au sein d'un département dont la densité démographique est inférieure à la densité nationale » (51,7 hab./km2) : par pondération, le chiffre de population s'élève à 8 341 habitants ;
- densité de l'EPCI inférieure à 30 % de la densité nationale, soit 31,02 hab./km2 ;
- un EPCI de plus de 12 000 habitants issu d'une fusion entre le 1er janvier 2012 et la publication de la loi NOTRe ;
- un EPCI contient au moins la moitié des communes en zone de montagne.

Neuf EPCI doivent fusionner, soit parce que la population 2012 est inférieure à 5 000 habitants pour cinq d'entre eux ou pour quatre autres, dont la population est comprise entre 5 000 et 15 000 habitants sans satisfaire à une dérogation.
Le schéma départemental doit être arrêté avant le 31 mars 2016.
Les nouvelles communautés de communes exerceront en plus du développement économique et de l'aménagement de l'espace, les compétences obligatoires du développement touristique, de l'aire d'accueil des gens du voyage, de la collecte et du traitement des déchets ménagers et assimilés (au plus tard au 1er janvier 2017), de l'eau et de l'assainissement (au plus tard au 1er janvier 2020, mais en intégralité à compter du 1er janvier 2018, en tant que compétence optionnelle). Parmi les compétences optionnelles, la création et la gestion des maisons de services au public et la définition des obligations de services au public seront exercées.

### Premier projet
Concernant les structures intercommunales, le premier projet prévoyait la réduction à treize intercommunalités dont cinq interdépartementales et la création d'une troisième communauté d'agglomération, tandis que trois d'entre elles subsisteraient sous leur forme actuelle :
1. fusion de la communauté d'agglomération du Bassin d'Annonay et de la communauté de communes Vivarhône et intégration des communes de Bourg-Argental, Burdignes, Colombier, Graix, Saint-Julien-Molin-Molette, Saint-Sauveur-en-Rue, Thélis-la-Combe et La Versanne ;
2. fusion des communautés de communes du Pays de Lamastre, du Pays de Saint-Félicien et du Val d'Ay ;
3. fusion de la communauté de communes du Pays de Vernoux et de la communauté d'agglomération Privas Centre Ardèche ;
4. intégration de Saint-Désirat à la communauté de communes Porte de DrômArdèche ;
5. fusion des communautés de communes Barrès-Coiron et Rhône Helvie ;
6. fusion des communautés de communes Entre Loire et Allier, Cévenne et Montagne ardéchoises et Sources de la Loire, intégration des communes de La Rochette, Borée, Saint-Martial et Lafarre (Haute-Loire) ;
7. création d'une communauté d'agglomération autour d'Aubenas par fusion des communautés de communes Ardèche des Sources et Volcans, Berg et Coiron, du Pays d'Aubenas-Vals, du Val de Ligne et du Vinobre ;
8. fusion des communautés de communes du Pays Beaume-Drobie, des Gorges de l'Ardèche et du Pays des Vans en Cévennes ;
9. maintien en l'état des communautés de communes Hermitage-Tournonais, Rhône aux Gorges de l'Ardèche et Rhône-Crussol.

### Adoption du projet en mars 2016
Le préfet de l'Ardèche a approuvé le schéma départemental de coopération intercommunale en mars 2016. Le nombre d'intercommunalités sera réduit de 26 (structures interdépartementales siégeant hors du département comprises, ou 24 en les excluant) à 18, réparties en trois communautés d'agglomération autour de Privas, d'Annonay et de Tournon-sur-Rhône et quinze communautés de communes :
1. fusion de la communauté de communes Vivarhône avec la communauté d'agglomération du Bassin d'Annonay (les huit communes de la Loire issues de la communauté de communes des Monts du Pilat ne rejoindront finalement pas la future structure intercommunale, tandis que Saint-Désirat restera dans cette même structure) ;
2. fusion des communautés de communes du Pays de Lamastre, du Pays de Saint-Félicien et du Val d'Ay ;
3. fusion de la communauté de communes Hermitage-Tournonais avec celle du Pays de l'Herbasse située dans la Drôme ; la population dépassant 50 000 habitants permet sa transformation en communauté d'agglomération ;
4. fusion de la communauté de communes du Pays de Vernoux avec la communauté d'agglomération Privas Centre Ardèche ;
5. fusion des communautés de communes Barrès-Coiron avec Rhône Helvie ;
6. fusion des communautés de communes Entre Loire et Allier, Cévenne et Montagne ardéchoises et Sources de la Loire, intégration des communes de La Rochette, Borée, Saint-Martial, Lafarre (Haute-Loire), plus Astet, Lachamp-Raphaël par amendement de la CDCI ;
7. fusion des communautés de communes du Pays d'Aubenas-Vals et du Vinobre ;
8. maintien en état des communautés de communes Porte de DrômArdèche, Rhône-Crussol, Pays Beaume-Drobie, du Val de Ligne, Berg et Coiron, Pays des Vans en Cévennes, Gorges de l'Ardèche et Rhône aux Gorges de l'Ardèche.